# (56422) Mnajdra
(56422) Mnajdra ist ein Asteroid des inneren Hauptgürtels, der am 2. April 2000 von dem tschechischen Astronomenehepaar Jana Tichá und Miloš Tichý am Kleť-Observatorium (IAU-Code 046) bei Český Krumlov entdeckt wurde.
Mittlere Sonnenentfernung (große Halbachse), Exzentrizität und Neigung der Bahnebene des Asteroiden liegen innerhalb der jeweiligen Grenzwerte, die für die Nysa-Gruppe definiert sind, einer nach (44) Nysa benannten Gruppe von Asteroiden (auch Hertha-Familie genannt, nach (135) Hertha).
(56422) Mnajdra ist nach der Tempelanlage Mnajdra benannt. Die Tempel aus dem 4. Jahrtausend v. Chr. befinden sich an der Südwestküste Maltas. Die Benennung erfolgte auf Vorschlag des maltesischen Astronomieprofessors Frank Ventura durch die Internationale Astronomische Union (IAU) am 26. Juli 2010. Weitere Asteroiden, deren Benennung einen Malta-Bezug aufweisen, sind (2541) Edebono (benannt nach Edward de Bono), (55082) Xlendi (benannt nach der Ortschaft Xlendi) und (56329) Tarxien (benannt nach den Tempeln von Tarxien).